# Turku (stacja kolejowa)

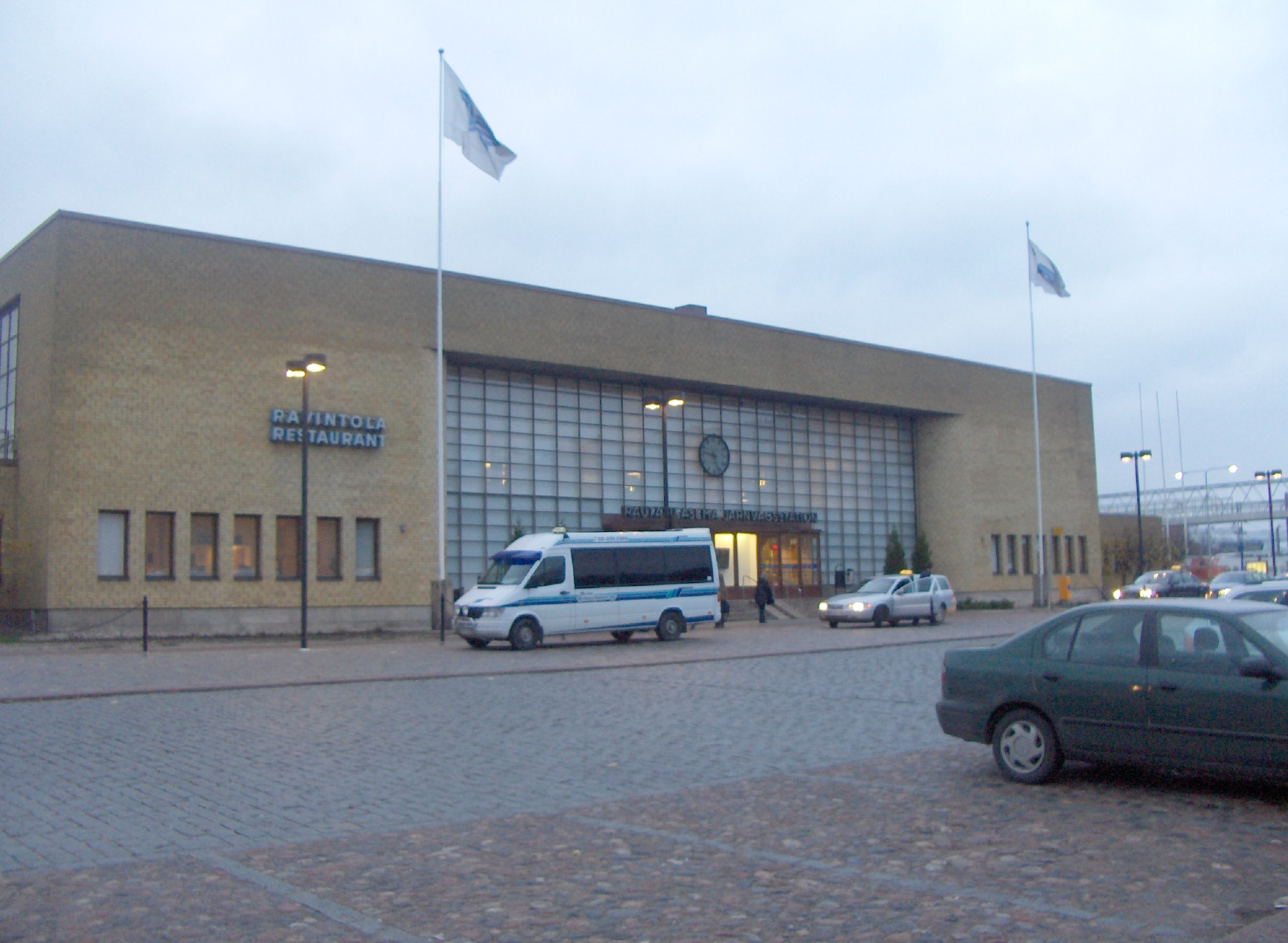
Budynek dworca

Turku (fiń. Turun päärautatieasema, szw. Åbo centralstation), Turku C – główny dworzec kolejowy w Turku, w Finlandii. Obsługuje przede wszystkim ruch dalekobieżny.
W czerwcu 2010 zmieniono dawną oficjalną nazwę stacji z Turun rautatieasema (dworzec kolejowy w Turku) na Turun päärautatieasema (główny dworzec kolejowy w Turku) i nadano mu skróconą nazwę Turku C.

## Ruch pasażerski
Ze stacji odjeżdżają pociągi do Helsinek (trasa biegnie tak zwaną linią brzegową) oraz na północ w kierunku Toljala i Tampere i dalej na północny wschód do Pieksämäki i Oulu.